# Heinrich Schoeneich

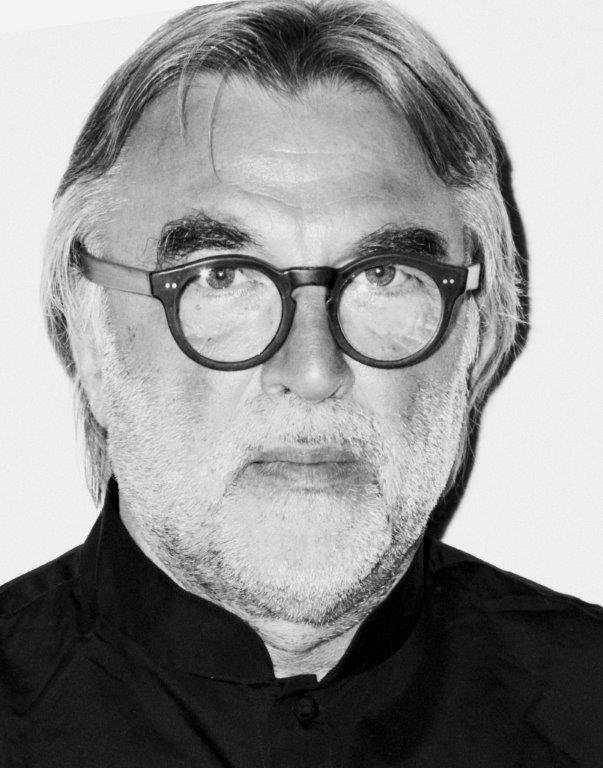
Heinrich Schoeneich, 2011

Heinrich Johannes Schoeneich (* 2. Januar 1948 in Datteln, Nordrhein-Westfalen) ist ein deutscher Facharzt für Chirurgie, Plastische&Ästhetische Chirurgie, Gründer und Vorstand der Sektion München/Interplast-Germany e. V., Fotograf und humanitärer Aktivist.

## Leben und Wirken
Schoeneich wuchs in einer Medizinerfamilie auf, die ihn ethisch und humanitär prägte. Sein Vater, der Internist Paul Schoeneich, führte eine Hausarztpraxis in Gelsenkirchen-Erle. In den Jahren 1965 bis 1967 besuchte er das Internat des Landschulheims Schloss Heesen bei Hamm, das im Jahr 1957 von dem Reformpädagogen Arthur Theodor Gruelich gegründet wurde. Von 1968 an studierte er Allgemeinmedizin in Köln und schloss das Studium 1974 mit dem Staatsexamen ab. Seine Famulaturen absolvierte er zwischen 1972 und 1974 unter anderem in Peru, Japan und den USA.
Sein berufliches Schlüsselerlebnis war ein Aufenthalt in dem peruanischen Anden-Dorf Coina. Hier arbeitete er im Jahr 1975 im Hospital Andino del Alto Chicama einem kleinen Provinzkrankenhaus, das der Hamburger Chirurg, Idealist und Pionier Oswald(o) Kaufmann 1959 gebaut hatte. In vier Monaten als sogenannter Barfußarzt lernte er selbst mehr von den Einheimischen, als dass er ihnen hätte helfen können. Anstelle einer ärztlichen Tätigkeit im Entwicklungsdienst entschied er sich daher für die Weiterbildung zum Plastisch-Rekonstruktiven Chirurgen. Die Plastische Chirurgie schien ihm die geeignetste Disziplin, um mit einfachen Mitteln in medizinisch unterversorgten Ländern Hilfe zu leisten.
Noch im selben Jahr begann er die Ausbildung zum Facharzt für Allgemeinchirurgie bei Georg Maurer und Rolf-Rüdiger Siebert sowie zum Facharzt für Plastische Chirurgie bei Ursula Schmidt-Tintemann und Edgar Biemer im Münchner Klinikum Rechts der Isar (1975–1986). Er promovierte 1977. Von 1980 an reiste er ehrenamtlich in sogenannte Entwicklungsländer und Krisengebiete in (Südost-)Asien, Lateinamerika und Afrika, um dort sozial benachteiligte Menschen, insbesondere Kinder und Jugendliche, zu operieren. 1984 trat Schoeneich der Hilfsorganisation Interplast-Germany e. V. bei. 1990 eröffnete er eine Praxisklinik für Plastische und Ästhetische Chirurgie in München, die er bis zum Frühjahr 2017 betrieb. 1994 gründete er die Interplast-Sektion München, als deren Vorstand er seither jährlich 3-4 humanitäre Operationseinsätze organisiert und durchführt. Seit ihrer Gründung 2004 leitet er gemeinsam mit André Borsche und Hein Stahl die Interplast-Stiftung für Humanitäre Plastische Chirurgie zur Förderung längerfristiger Projekte.
Seit dem Jahr 2012 referiert er auf Einladung des Nuklearmediziners Markus Schwaiger an der Technischen Universität München zu medizinischen und ethischen Aspekten seiner humanitären Arbeit. Die Medizinische Fakultät etablierte die Thematik unterdessen als fakultative Lehrveranstaltung.
Stellvertretend für Interplast-Germany e. V. und in Anerkennung seines Engagements in Afghanistan nahm er 2001 den Charity-Bambi des Hubert-Burda-Media-Konzerns entgegen. Im Jahr 2003 erschien der Dokumentarfilm „Unter der Haut – Das zweite Leben von Dr. Schoeneich“ der Regisseurin Andrea Schramm. 2006 erhielt er für seine humanitären Leistungen das Bundesverdienstkreuz.
Er ist verheiratet mit der Iranerin Sima Schoeneich. Sie ist OP-Schwester und bei den gemeinsamen Einsätzen darüber hinaus als Team-Coach und Dolmetscherin tätig. Sie haben zwei Kinder. Katharina Schoeneich ist Investment Managerin. Sie arbeitet für Interplast-München ehrenamtlich in den Bereichen Logistik und Buchführung. Moritz Schoeneich ist Facharzt für Plastische&Ästhetische Chirurgie. Beide nehmen an humanitären Einsätzen der Sektion München/Interplast-Germany e. V. teil.

### Übersicht humanitäre Einsätze mit Interplast-Germany e.V. / Sektion München (1984–2020)

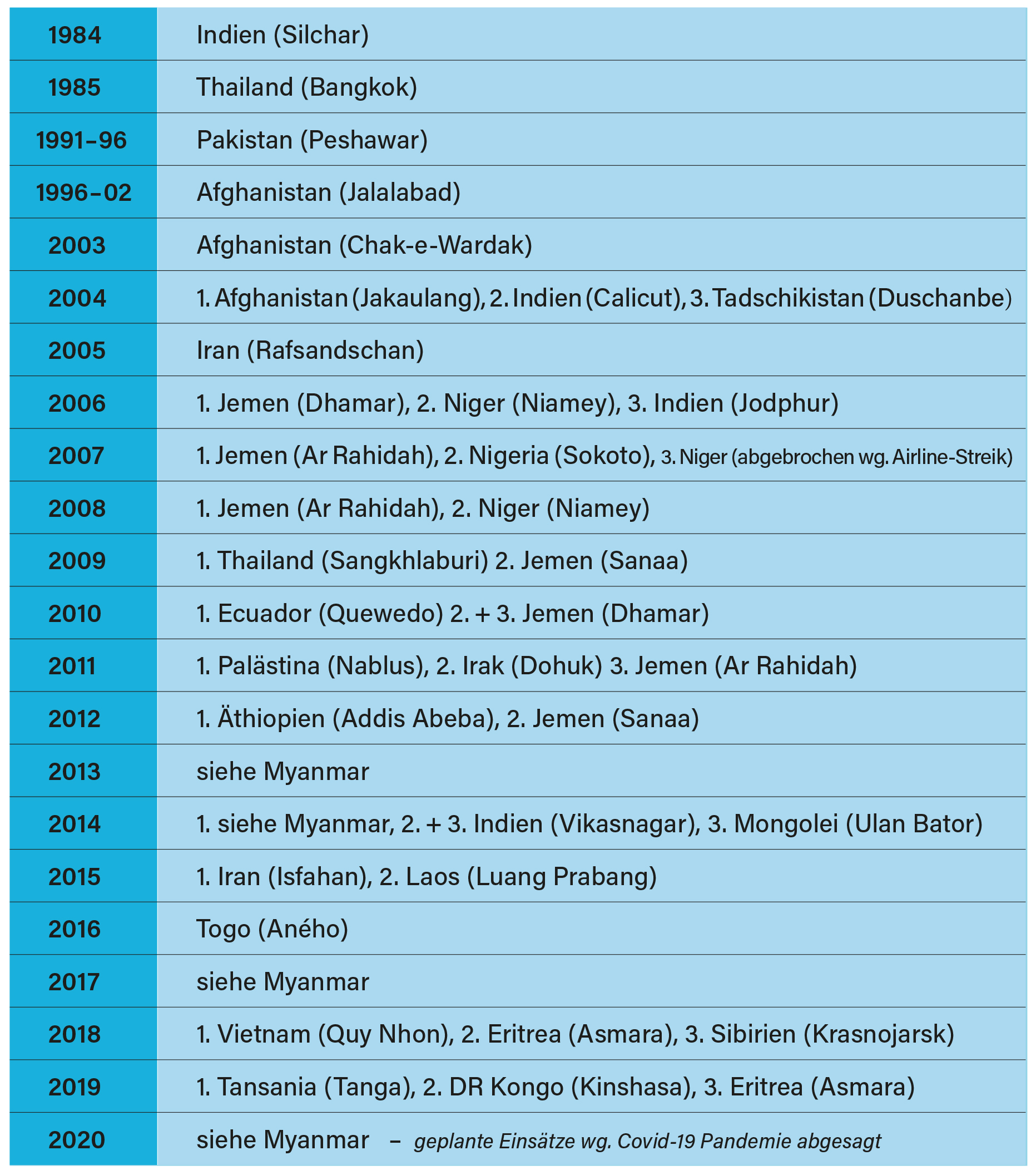
Humanitäre Einsätze weltweit 1984–2020

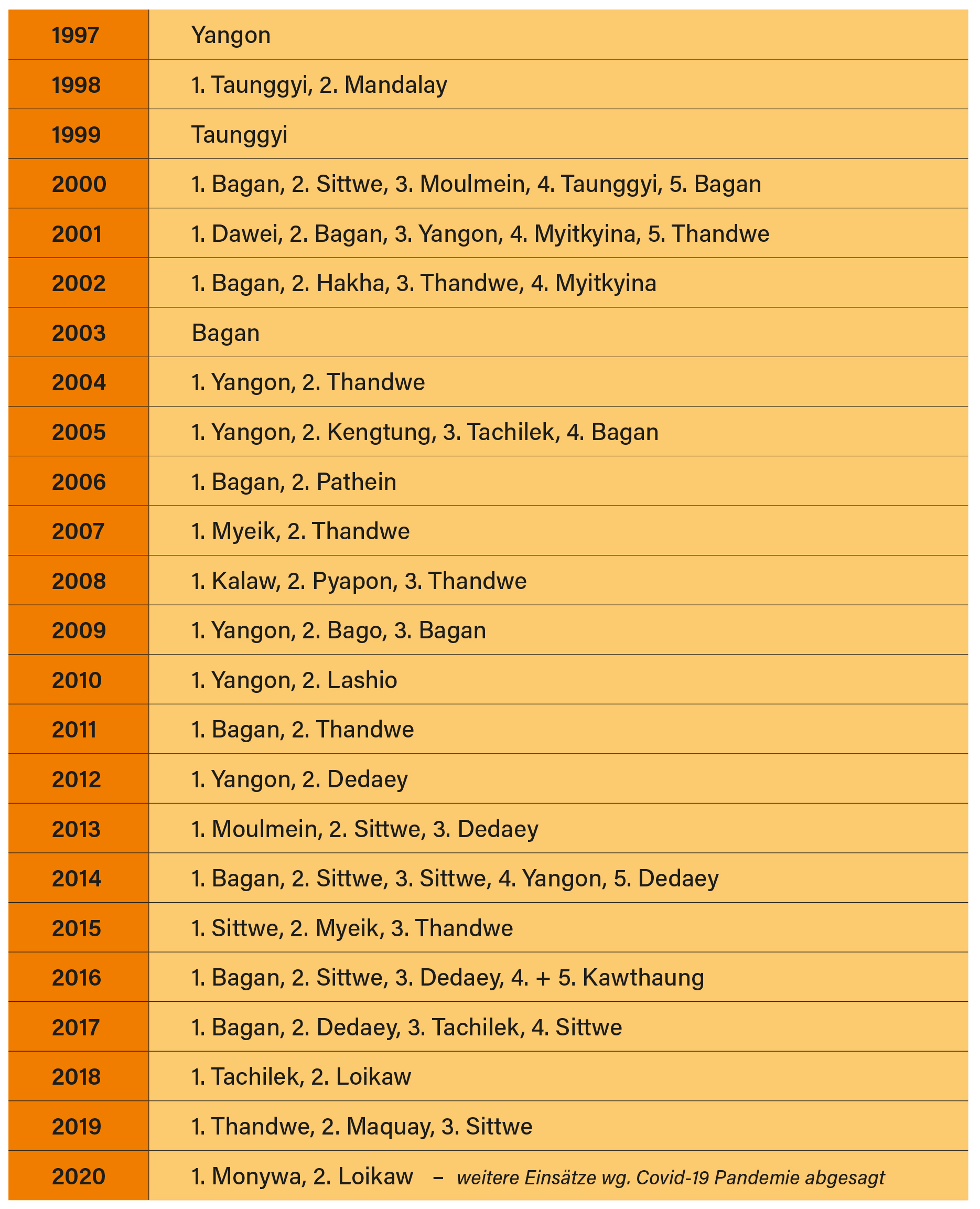
Humanitäre Einsätze Burma/Myanmar 1997–2020

Zwischen 1984 und 2020 leitete und organisierte Schoeneich weltweit 38 humanitäre chirurgische Einsätze der Interplast-Germany e. V.-Sektion München resp. organisierte und nahm teil an Einsätzen anderer Interplast-Sektionen. Weitere 68 Einsätze realisierte er zwischen 1994 und 2020 in Burma/Myanmar. Seit Februar 2020 konnten infolge der Covid-19-Pandemie keine Auslandseinsätze durchgeführt, lokale Projekte jedoch weiterhin finanziell unterstützt werden.

### Erster kriegschirurgischer Einsatz – Thailand (1980)
Im Frühjahr 1980 assistierte Schoeneich sechs Wochen lang bei kriegschirurgischen Operationen in den Flüchtlingslagern Non(g) Mak Mun und Khao-I-Dang im thailändischen Grenzgebiet zu Kambodscha. Er gehörte zu einem medizinischen Team der Soforthilfe e. V., die drei Münchner Privatleute nach Bekanntwerden der Notlage der kambodschanischen Flüchtlinge Ende 1979 ins Leben gerufen hatten. Anfänglich in Kooperation mit Rupert Neudecks Komitee Ein Schiff für Vietnam, war sie während der sogenannten Emergency Period 1979–1981 nach eigener Aussage die erste Organisation vor Ort, die in größerem Umfang ärztliche Hilfe leistete.
Im Februar 1980 geriet die Arbeit der Soforthilfe e. V. und des Komitees Ein Schiff für Vietnam in die Kritik des Deutschen Roten Kreuzes. Der damalige Generalsekretär des DRK, Hans-Jürgen Schillig, warf ihnen „unqualifiziertes Amateurhelfertum“ vor und zitierte ihre Vertreter im März 1980 vor den Bundestags-Unterausschuss für humanitäre Hilfe. Der Ausschuss befand jedoch, die Unterstützungsgelder der Bundesregierung seien für die Aktivitäten der beiden Initiativen „hervorragend angelegt“.
Im Deutschen Ärzteblatt berichtete Schoeneich gemeinsam mit drei Kollegen vom Ausmaß der Gewalt in den Lagern, von Überfällen des Militärs und Evakuierungen. Neben den Folgen schwerer Unterernährung behandelten und dokumentierten sie eine Vielzahl von Infektionserkrankungen in Stadien, die Mediziner in Europa nur noch selten zu Gesicht bekamen. Die emotionalen Belastungen der ärztlichen Helfer schilderte der Unfallchirurg Norbert Moos in seinem Einsatztagebuch vom Juni 1980 in Die ZEIT. Konfrontiert mit menschengemachtem, unaufhörlichen Leid sprach er von „ohnmächtiger Wut, unendlicher Traurigkeit“ und einem Schmerz, für den er „kaum ein psychisches Verarbeitungsmuster“ habe. Auch Schoeneich beschrieb seinen Einsatz als traumatisierende seelische Grenzerfahrung.

### Kriegschirurgische Einsätze – Pakistan | Afghanistan (1991–2004)
Einem Aufruf der Europäischen Union folgend, flog Schoeneich 1991 nach Peshawar in die pakistanisch-afghanische Grenzregion, um dort den Unfallchirurgen Ortwin Joch, Interplast-Kollege und Mitarbeiter des Deutschen Afghanistan Komitees (DAK), bei der Behandlung schwerverletzter Bürgerkriegs-Flüchtlinge aus Afghanistan zu unterstützen.
Elf Jahre nach den thailändischen trat er diese kriegschirurgischen Einsätze nun seelisch gewappnet und berufserfahrener an. Dennoch setzte ihm vor allem der Anblick der leidenden Kinder unvermindert zu. Sie waren, bedingt durch Armut und den jahrzehntewährenden Krieg, medizinisch nur unzureichend oder überhaupt nicht versorgt. Neben Tumoren und angeborenen Missbildungen operierte er hier neuerlich Patienten, die an Verstümmelungen, Schuss- und Minenverletzungen, infizierten oder schlecht verheilten Wunden, bewegungseinschränkenden Brandnarben und, als indirekter Folge des Krieges, an Polioerkrankungen litten.
Schnell wurde deutlich, dass der übliche Einsatzturnus nicht ausreichen würde, um die große Zahl der Hilfebedürftigen aufzufangen. Auch das bis dahin noch übliche Ausfliegen besonders schwer Verletzter zur Behandlung in deutschen Krankenhäusern war für Interplast mit Kosten von 5.000 bis 100.000 DM pro Patient in dieser Situation nicht mehr realisierbar. Der Verein Help-Hilfe zur Selbsthilfe e. V., das Deutsche Afghanistan Komitee und Interplast-Germany e. V. riefen daher gemeinsam ein anfänglich vom Auswärtigen Amt bezuschusstes Projekt ins Leben, das in einer raschen Folge mehrerer Teams durchgehende Hilfe vor Ort gewährleisten sollte. In Ermangelung eigener Räumlichkeiten operierte fortan monatlich je ein Team zwei Wochen lang in zwei von Joch dafür ausgewählten Krankenhäusern der Stadt. Insbesondere Schoeneich und die Interplast-Sektion Frankfurt organisierten regelmäßige Einsätze.
1992 stellte das Auswärtige Amt die Förderung mit der Begründung ein, „keine Dauerflüchtlinge subventionieren“ zu wollen. Damit schieden der Verein Help e. V., der sich um die Organisation in Deutschland gekümmert, und auch das Deutsche Afghanistan Komitee, das bis dahin die organisatorischen Aufgaben in Peshawar übernommen hatte, aus dem Projekt aus. Die Europäische Union bewilligte zwar den Antrag auf Förderung, allerdings mit einem deutlich niedrigeren Budget, so dass die Zahl der Interplast-Teams reduziert werden musste.

#### Afghanistan
Mit der Einnahme Kabuls durch die Mudjahedin 1994 kehrten viele der ins Ausland Geflohenen zum Wiederaufbau nach Afghanistan zurück. Auch die Verantwortlichen des Peshawar-Projekts verlegten den Hauptsitz ihrer Tätigkeit von Pakistan nach Afghanistan. Da die Hauptstadt Kabul aufgrund anhaltender Kämpfe zwischen den Truppen Ahmad Schah Massouds und erstarkenden Talibanmilizen weiterhin als zu unsicher galt, wählten sie das 120 Kilometer entfernte Dschalalabad als neuen Standort. Hier finanzierte Schoeneich gemeinsam mit der Interplast-Sektion Frankfurt und der Hilfe der Deutschen Botschaft den Auf- und Umbau eines zerstörten Hauses zum damals weltweit zweiten Interplast-Krankenhaus. Es wurde unter der Leitung Jochs im September 1995 in Betrieb genommen und galt Zeit seines Bestehens als die einzige kostenfreie Anlaufstelle für Rekonstruktive Chirurgie in der Region.

#### Talibanregime
Im September 1996 eroberten die Taliban Dschalalabad und Kabul und unterwarfen das ganze Land einer radikalislamistisch-fundamentalistischen Zwangsherrschaft. Während die politische Lage zunehmend ausländische Helfer abschreckte, organisierten Interplast-Teams, wiederum in erster Linie Schoeneich und die Frankfurter Sektion, weiterhin Einsätze in Dschalalabad. Insgesamt führten sie hier ca. 4.500 Operationen durch. Im Oktober 1998 stellte die Europäische Union die Förderung des Projektes ein, da es „keinen lebensrettenden Maßnahmen diene“. Vorübergehend wieder vom Deutschen Auswärtigen Amt unterstützt, wurde das Krankenhaus schließlich von den Taliban beschlagnahmt und das Projekt Ende September 1999 zwangsweise abgebrochen.

#### Chak-e-Wardak
Stattdessen schickten die Interplast-Sektionen Frankfurt und München Operationsteams in das Chak-e-Wardak Hospital des Deutsch-Afghanischen Komitees. Das Krankenhaus war unmittelbar nach dem Abzug der sowjetischen Besatzer 1989 von der Düsseldorfer OP-Schwester und Afghanistan-Pionierin Karla Schefter aufgebaut worden und steht seither unter ihrer Leitung. Im Frühjahr 2001 führte Schoeneich hier, gemeinsam mit seinem Sohn, einen ersten Einsatz durch. In seinem Reisebericht beschrieb er aus Sicht des Gasts und Helfers wie sich die Situation unter der Talibanherrschaft, vor allem für Frauen und Mädchen, verändert hatte, sprach mit Respekt von Schefters Lebenswerk und von inneren Konflikten, die ihn in dieser Zeit beschäftigten. Mit Camus'schen Begriffen wie „Sisyphosarbeit“ und „Kampf gegen die Absurdität des Lebens“ versuchte er, die Vergeblichkeit zu umschreiben, die er nach zehn Jahren humanitärer Arbeit in Afghanistan verspürte.

#### 11. September 2001 und Bambi-Verleihung
Nach den Anschlägen des 11. September 2001 rückten die Taliban erneut verstärkt in den Fokus der deutschen Berichterstattung und damit auch herausragende, in Afghanistan aktive Initiativen und Persönlichkeiten. Schefter und Interplast-Germany e. V. erhielten für ihre langjährige medizinische Hilfe in Afghanistan 2001 den Charity-Bambi des Hubert-Burda-Medien-Konzerns. Schoeneich nahm die Auszeichnung stellvertretend für Interplast-Germany entgegen. Burda würdigte damit explizit auch sein persönliches humanitäres Engagement in Afghanistan. Der Preis wurde ihm von der Schauspielerin und Ärztin Maria Furtwängler am 15. November 2001 in Berlin überreicht. Die ARD übertrug die Verleihung erstmals live.

#### „Krieg gegen den Terror“
Anfang Oktober 2001 begannen die US-amerikanische Regierung unter George W. Bush und ihre Verbündeten einen als „Operation Enduring Freedom“ betitelten Vergeltungskrieg gegen die Terrororganisation Al-Qaida und das sie stützende Talibanregime. Da in dieser Situation weitere Einsätze in Afghanistan zunächst unmöglich schienen, galt Schoeneichs Sorge vor allem den Patienten, die dort auf ihre Folgebehandlungen warteten. In einem Interview der ZEIT kritisierte er am 27. September 2001 die amerikanische Außenpolitik, die in der Vergangenheit bereits sehr viel dazu beigetragen habe, „dass in diesem Land nach 30 Jahren Krieg nicht mehr viel kaputt zu machen“ sei. Die Angriffe, unter denen nun wieder die afghanische Zivilbevölkerung leiden müsse, bezeichnete er als „menschliche Katastrophe“ und „Barbarei gegen ein geschundenes Volk“.
Als die USA und Großbritannien wegen des angeblichen Besitzes von Massenvernichtungswaffen 2003 den Irak überfielen, sah er Afghanistan weltpolitisch weiter ins Abseits rücken und kaum noch Perspektiven für den Aufbau eines funktionierenden Gesundheitssystems. Die Lage sei durch Drogenanbau und aufrüstende Warlords instabiler denn je, der innenpolitische Machtkampf der Stammeskulturen nicht mit einem „übergestülpten, demokratischen System“ zu lösen, sagte Schoeneich 2003 im TV-Gespräch des BR, und fügte hinzu, auch er sei „hilflos und ratlos.“
Aufgrund der Sicherheitslage stellte er 2004 die Arbeit in Afghanistan endgültig ein und verlagerte seinen Einsatzschwerpunkt nach Burma/Myanmar.

### Burma – Republik der Union Myanmar (seit 1997)
1995 hatte Schoeneich in München die Bekanntschaft zweier burmesischer Stipendiaten, Paing Soe (Technische Universität) und Khin Maung Lwin (Ludwig-Maximilians-Universität), gemacht. Durch Lwins Vermittlung erhielt er 1997 die Genehmigung des burmesischen Gesundheitsministeriums für seinen ersten Operationseinsatz in der damaligen Hauptstadt Yangon.
Wie Afghanistan mit 21 ethnischen Gruppen zählt auch der aus 135 Ethnien bestehende Vielvölkerstaat Burma/Myanmar zu den sogenannten Least Developed Countries, den „am wenigsten entwickelten Ländern“ der Welt. Burma/Myanmar war dieser Status 1987 von den Vereinten Nationen zuerkannt worden. Als Schoeneich hier 1997 mit seinen Einsätzen begann, hatte sich der allgemeine Gesundheitszustand weiter verschlechtert: 30-40 % der Bevölkerung lebten unterhalb der Armutsgrenze, 40 % war der Zugang zu medizinischer Versorgung verwehrt, die Kindersterblichkeitsrate lag bei 105 von 1000; Malariaerkrankungen, Drogenkonsum und Prostitution hatten drastisch zugenommen; die Zahl der HIV-Infizierten lag nach Schätzungen der Weltgesundheitsorganisation (WHO) an zweiter Stelle in ganz Asien. Menschenrechtsverletzungen an Angehörigen sogenannter ethnischer Minderheiten, Einschränkung der Pressefreiheit und Inhaftierung von Regimekritikern erregten weltweites Aufsehen.
Im Frühjahr 1997 verschärften die Europäische Union und die USA ihre Wirtschaftssanktionen. Schoeneich sprach sich gegen die Boykotte aus, die ihren politischen Zweck verfehlen und die Notlage der Bevölkerung weiter verschärfen würden. Vorwürfe, er unterstütze mit seinen Operationseinsätzen die Militärdiktatur, wies er zurück. Im Zentrum seiner Bemühungen stünde das Wohl der Kinder, die nicht für die Missverhältnisse in ihrem Land bestraft werden dürften. Seine eigene Ambivalenz gegenüber der ethischen Vertretbarkeit von Hilfeleistungen in diesem Kontext formulierte er wiederholt in Einsatzberichten, Interviews und Vorträgen.

#### Zielgruppen
Von seinen 21 Einsatzorten in Burma/Myanmar bis einschließlich 2017 lagen 14 in den von ethnischen Minderheiten besiedelten Grenzdistrikten resp. im Einzugsbereich bewaffneter Konflikte. Auch die Einsätze in der thailändischen Grenzregion galten den vom Militärregime verfolgten Angehörigen ethnischer Minderheiten und Bürgerkriegsflüchtlingen aus Burma/Myanmar. Ab 2005 genehmigte ihm die Regierung regelmäßige Einsätze in Gebieten des Goldenen Dreiecks. Seit 2015 verstärkte er sein Engagement in der politisch konfliktiven Region Rakhine. In Thandwe und Sittwe hatte er dort bereits zuvor vor allem Angehörige der muslimischen Minderheit der Rohingya operiert.

#### Zyklon Nargis
In der Nacht vom 2. auf den 3. Mai 2008 erlebte Schoeneich in Yangon den Zyklon Nargis, der als einer der folgenschwersten tropischen Wirbelstürme in der Geschichte der Wetteraufzeichnungen gilt. In den Morgenstunden wurde der Notstand ausgerufen, das Kommunikationssystem war zusammengebrochen, der Flughafen gesperrt. Vortags von einem zweiwöchigen Operationseinsatz im Landesinneren zurückgekehrt, saß er mit Team und medizinischer Ausrüstung in der Stadt fest, ohne helfen zu können: Wie andere ausländische Organisationen erhielten auch die Fachkräfte von Interplast keine Einsatzerlaubnis für das Irrawaddy-Delta, der am stärksten betroffenen Region. „Zur Untätigkeit gezwungen“ flogen sie daher drei Tage später zurück nach München, wo sie am Flughafen bereits von Journalisten erwartet wurden. Infolge der Nachrichtensperre und des Einreiseverbotes für internationale Pressevertreter, gehörte Schoeneich zu den wenigen Augenzeugen, die den Medien Bilder und Informationen aus erster Hand zur Verfügung stellen konnten.
Gemeinsam mit in Burma/Myanmar aktiven Stiftungen wie der Myanmar Foundation, der Stiftunglife und der unmittelbar nach dem Wirbelsturm gegründeten Amara Foundation, leistete er Öffentlichkeitsarbeit, startete Spendenaufrufe und brachte persönlich Soforthilfe in die Krisenregion. Im April 2009 initiierte er zusammen mit der Amara Foundation und der Stiftunglife das bis heute aktive Klinikschiff-Projekt „Swimming Doctors“.

#### Journalistenstreit
Am 31. Mai 2008 veröffentlichte die Frankfurter Allgemeine Zeitung Alice Schwarzers Artikel „Erneuerung aus dem Inneren – Warum Burma echte Freunde braucht“. Darin problematisierte sie die westliche Kritik am Katastrophenmanagement der burmesischen Militärregierung als postkolonialistisch und interessenpolitisch motiviert. Schoeneich, der dort seit zehn Jahren unbehelligt vom Militärregime arbeite, sei einer dieser „wahren Freunde“ Burmas und wie die Bevölkerung in Yangon rechtzeitig vor dem Sturm gewarnt worden.
Matthias Matussek, Journalist und damaliger Leiter des Kulturressorts des Nachrichtenmagazins Der Spiegel, reagierte am 1. Juni 2008 mit einem offenen Brief. Schwarzers Bezugnahme auf einen Einzelnen, der sich frei im Land bewegen könne, wertete er als Verharmlosung der Realität all jener Kollegen, die Repressionen durch die Junta erfahren hätten. Einen offenen Brief an Schwarzer schrieb auch Tilman Zülch, Generalsekretär der Gesellschaft für bedrohte Völker (GfbV) und Befürworter der Boykottmaßnahmen, am 2. Juni 2008.
Schoeneich bezeichnete den Journalistenstreit um Schwarzers Artikel angesichts der Notlage in Burma als „eitel und kontraproduktiv“.

#### Nachhaltigkeitsprojekt
Auf fortschreitende Globalisierung und neoliberale Strömungen verweisend, hatte sich Schoeneich bereits 2003 für eine Systemveränderung des humanitären Hilfewesens ausgesprochen und vor „Medizinkolonialismus“ gewarnt. Mit strukturell nachhaltigen Maßnahmen im Sinne der Hilfe zur Selbsthilfe hoffte er, unter anderem eine angemessene postoperative Nachsorge im jeweiligen Einsatzland sicherstellen zu können.
In seinem Schwerpunktprojekt Burma/Myanmar sorgte er daher, über die chirurgische Einzelfallhilfe hinaus, mit Spenden und Stiftungsgeldern für den Auf- und Ausbau plastisch-chirurgischer Abteilungen, Geräteschulungen und OP-Workshops. Er organisierte Fortbildungs-Stipendien für burmesische Kollegen sowie Praktika und Famulaturen, unterstützte andere NGOs in ihrer Arbeit vor Ort und inspirierte burmesische Organisationen zur Adaptation der Interplast-Philosophie im eigenen Land.
2016 wertete er gemeinsam mit vierzehn europäischen und burmesischen Fachärzten Ergebnisse der extrakranialen Behandlung frontoethmoidaler Meningoenzephalozelen über einen Zeitraum von fünfzehn Jahren aus. Die eigens für die Bedingungen in wirtschaftlich benachteiligten Ländern entwickelte Methode stammte von Schoeneichs Doktorvater Wolfgang Mühlbauer. Nach gemeinsamen Teaching-Operationen waren die Eingriffe seither von Myat Thu, dem Leiter der Abteilung für Neurochirurgie des Yangon General Hospital, durchgeführt worden. Die Resultate der Fallstudie wurden 2017 im amerikanischen Journal of neurosurgery veröffentlicht.
Nach 60 Operationseinsätzen feierte Schoeneich 2017 mit 120 deutschen und burmesischen Freunden und Kollegen in Bagan das 20-jährige Engagement der Sektion Interplast-München in Burma/Myanmar.

### China (2006)
Im Jahr 2004 operierte Schoeneich im Team seines ehemaligen Professors, Edgar Biemer, die 15-jährige Chinesin Xiao Liewen. In mehreren Schritten wurde ihre verbrannte, rechte Gesichtshälfte rekonstruiert. Erstmals in der Medizingeschichte gelang dabei die Präformation einer Nase auf dem Unterbauch und deren Transplantation ins Gesicht. Die ProSieben Redakteurin Petra Jahn begleitete die Arbeit der Münchner Ärzte mit einem Filmteam. Die Dokumentation wurde am 23. März 2006 in der Sendung Galileo ausgestrahlt und traf auf große Spendenbereitschaft der Zuschauer. 2008 und 2013 berichtete Galileo in einem Follow-Up über Liewens gesundheitliche und berufliche Entwicklung.
Während eines zweiwöchigen China-Einsatzes der Interplast-Sektionen München und Wiesbaden im Juni 2006 holte Schoeneich Liewen in Shanghai ab und führte in Xuzhou eine Folgeoperation an ihr durch.

### Peace Missions
Mit den „Peace Missions“ verließ er den klassischen Interplast-Einsatz und dessen Prinzip der politischen Neutralität. Die Grundidee zur ersten Interplast-Friedensmission stammte von einer Freundin Schoeneichs, der Münchner Filmproduzentin Gabriela Sperl. Durch den Dokumentarfilm „Das Herz von Jenin“ hatten sie von der Geschichte des Palästinensers Ismail Khatib erfahren und ihn zu Gesprächen nach München eingeladen. Nach dem Vorbild des West-Eastern Divan Orchestra stellte Schoeneich daraufhin ein Operationsteam aus christlichen, muslimischen und jüdischen Kollegen zusammen. Der Einsatz sollte im Sommer 2011 in Jenin (Dschenin), Westjordanland, stattfinden.
Am 4. April 2011 wurde Juliano Mer-Khamis, jüdisch-palästinensischer Regisseur, Aktivist und Gründer des „Freedom-Theaters“, in Jenin auf offener Straße erschossen. Da auch die Interplast-Kontaktleute vor Ort bedroht worden waren, verlegte der palästinensische Gesundheitsminister den geplanten Einsatz nach Nablus, Westjordanland. Vom 23. Juni bis 8. Juli operierten Schoeneich und sein interreligiöses Team dort 118 palästinensische Patienten, deren adäquate plastisch-chirurgische Versorgung sonst nicht möglich gewesen wäre.
Die Süddeutsche Zeitung berichtete am 8. Juli 2011 über gelungene und problematische Aspekte dieses Versuches.
Ein Kamerateam des Bayerischen Rundfunks unter der Leitung des Journalisten Richard C. Schneider begleitete den Einsatz. Die 30-minütige Dokumentation „Operation Frieden“ wurde am 5. September 2011 in Das Erste (ARD) ausgestrahlt. Sie fand erneut Erwähnung in Schneiders 2018 erschienenem Buch zum Nahostkonflikt.

### Bedeutung für transsexuelle Männer
Schoeneich gehört zu den wenigen deutschen Chirurgen, die bereits Ende der 1980er Jahre nicht nur transsexuellen Frauen, sondern auch transsexuellen Männern geschlechtsangleichende Operationen anboten. Sein damaliger Professor, Edgar Biemer, hatte 1976 als erster Plastischer Chirurg in Deutschland mit Angleichungsoperationen begonnen. In dem 1991 erschienenen Buch „Im falschen Körper. Alles über Transsexualität.“, hrsg. von Barbara Kamprad und Waltraud Schiffels, beschrieb Schoeneich gemeinsam mit Praxismitinhaberin Gisela Oeking Spektrum und Risiken der von ihnen zu diesem Zeitpunkt angewandten Techniken.
Aufgrund des hohen Komplikationsrisikos nahm er ab 1993 keine Harnröhrenverlängerung mehr vor und verwendete zur Penoid-Bildung ausschließlich den sogenannten Roll-Schwenk-Lappen aus dem Oberschenkel, alternativ aus dem Unterbauch. In seiner Spezialisierung auf diese klassische Methode bei Erhalt des ursprünglichen Genitales galt er im angesprochenen Personenkreis bis 2017 deutschlandweit als bekanntester Facharzt. Seine Praxis zählte 2010 zu sieben als Vertragskliniken geführten, operativen Zentren für Genitaltransformation in Deutschland.

### Fotografisches Werk
2004 stellte Schoeneich die Porträt-Serie „Afghan Encounters“ in München aus.
In Multimedia-Vorträgen kontrastiert er Landschaft, Architektur und Alltagsmotive des jeweiligen Einsatzlandes mit Aufnahmen durch Armut und Gewalt verursachter medizinischer Befunde.
Nach dem Zyklon Nargis fotografierte er Notstand und Ausmaß der Zerstörung in Yangon, Burma/Myanmar. Die Bildstrecke wurde online am 6. Mai 2008 von zwei internationalen Fotopresseagenturen veröffentlicht.

### TV und Hörfunk (Auswahl)
- 1993 Zeil um Zehn, zu Gast bei Alice Schwarzer, Thema: Transsexualität; HR.[131]
- 2001 Die Zwei – Maischberger und Schmidbauer, Thema: Abweichler; BR.[139]
- 2002 Johannes B. Kerner, zu Gast bei Johannes B. Kerner; ZDF.[140]
- 2003 Unter der Haut – Das zweite Leben von Dr. Schoeneich, Dokumentarfilm; ARD, Phoenix, BR.[18]
- 2003 alpha-Forum, im Gespräch mit Silke Yeomans; BR.[8]
- 2006 Bayer des Jahres, Abendschau; BR.[141]
- 2008 Menschen der Woche, zu Gast bei Frank Elstner; SWR.[142]
- 2010 Eins zu Eins. Der Talk – Gespräche unter vier Augen; Bayern 2.[143]
- 2011 Operation Frieden, Dokumentarfilm; ARD.[122]
- 2012 Plastische Chirurgie: Zwischen Schönheitswahn und Wirklichkeit; SPIEGEL TV THEMA.[144]

### Presse (Auswahl)
- 1996 Plastische Chirurgie – Opfer des Killerbazillus, Focus Magazin.[145]
- 2017 Notfallmedizin – Wenn EU-Ausländer keinen Platz im Gesundheitssystem haben, Süddeutsche Zeitung.[146]